# 태국 은행
태국 은행(태국어: ธนาคารแห่งประเทศไทย)은 태국의 중앙은행이다.

## 역사
태국 은행은 1942년 12월 10일 첫 영업을 시작했으며, 4명의 재정부 고문과 총재가 통솔한다. 태국 국영 은행위의 첫 출범 기구이기도 하다.
비바드하나자야 왕자가 초대 총재였으며 타리사 와타나가세가 현재 총재로서, 2006년 10월 17일부터 재임하고 있다. 전임자는 현 재정부 장관은 프리디야톤 데바쿨라였다.

## 역할 및 책임
태국 은행은 안정적인 투자 환경 및 재정 유지를 목표로 하며, 지속적인 경제 성장과 국민총생산과 소득 증대를 위해 노력하고 있다. 자각적인 역할 공표에 따르면,
1. 통화 안정성을 증진하며 관련 정책을 추진한다.
2. 태국 은행의 안정적인 역할 및 재계 부문을 감독한다.
3. 은행업무를 주관하며 경제 정책을 정부에 권고한다.
4. 타민영은행에 은행 업무를 제공한다.
5. 태국의 외환보유고를 담당한다.
6. 조폐 담당

금리의 경우에는 통화정책위원회가 공표하며, 3명의 태국 은행 고문관과 4명의 타 전문가가 참여한다.

## 같이 보기
- 태국 밧